# Puchar Finlandii w koszykówce mężczyzn
Puchar Finlandii w koszykówce mężczyzn – cykliczne krajowe rozgrywki sportowe, prowadzone systemem pucharowym, organizowane corocznie (co sezon) przez Fiński Związek Koszykówki (od fazy centralnej) dla fińskich męskich klubów koszykarskich. Drugie – po mistrzostwach Finlandii – rozgrywki w hierarchii ważności w fińskiej koszykówce. W latach 2014–2018 nie ryzgrywano zawodów o puchar.

## Finaliści
(Cyfra w nawiasie oznacza kolejny puchar, zdobyty przez ten sam zespół)
| Rok       | Zwycięzca                     | Finalista                 | Wynik                   |
| --------- | ----------------------------- | ------------------------- | ----------------------- |
| 2023      | Joensuun Kataja (4)           | Helsinki Seagulls         | 86–84                   |
| 2022      | Helsinki Seagulls (3)         | Salon Vilpas              | 104–94                  |
| 2021      | Helsinki Seagulls (2)         | Tampereen Pyrintö         | 97–95                   |
| 2020      | Helsinki Seagulls             | Tampereen Pyrintö         | 94–93                   |
| 2019      | Salon Vilpas                  | Tampereen Pyrintö         | 106–93                  |
| 2014–2018 | Nie rozegrano                 | Nie rozegrano             | Nie rozegrano           |
| 2013      | Tampereen Pyrintö             | Loimaan Korikonkarit      | 78–73                   |
| 2012      | Joensuun Kataja (3)           | Tampereen Pyrintö         | 78–68                   |
| 2011      | Joensuun Kataja (2)           | Torpan Pojat              | 95–88                   |
| 2009      | Espoon Honka (2)              | Tampereen Pyrintö         | 101–83                  |
| 2008      | Lappeenrannan NMKY (4)        | Torpan Pojat, Helsinki    | 98-83                   |
| 2007      | Lappeenrannan NMKY (3)        | Kouvot, Kouvola           | 74-56                   |
| 2006      | Lappeenrannan NMKY (2)        | Espoon Honka              | 78-70                   |
| 2005      | Lappeenrannan NMKY            | Joensuun Kataja           | 88-58                   |
| 2004      | Kotkan TP (8)                 | Namika Lahti              | 104-96                  |
| 2003      | Kotkan TP (7)                 | Kouvot                    | 88-65                   |
| 2002      | Joensuun Kataja               | Salon Vilpas              | 102-76                  |
| 2001      | Espoon Honka                  | Kouvolan Kouvot           | 83-73                   |
| 2000      | Namika Lahti                  | Pyrbasket, Tampere        | 96-75                   |
| 1999      | Turun Piiloset (2)            | Espoon Honka              | 105-94                  |
| 1998      | Kouvot                        | Torpan Pojat              | 57-50                   |
| 1997      | Torpan Pojat (3)              | Kouvot                    | 71-67                   |
| 1996      | Torpan Pojat (2)              | Tapiolan Honka, Espoo     | 81-77                   |
| 1995      | Pantterit, Helsinki (3)       | Uudenkaupungin Korihait   | 89-88                   |
| 1994      | Lahden NMKY (2)               | Kotkan TP                 | 90-89                   |
| 1993      | Kotkan TP (6)                 | Forssan Koripojat         | 89-84                   |
| 1992      | Torpan Pojat                  | Kotkan TP                 | 92-81                   |
| 1991      | Pantterit (2)                 | Torpan Pojat              | 85-60                   |
| 1990      | Kotkan TP (5)                 | Helsingin NMKY            | 78-72                   |
| 1989      | Lahden NMKY                   | Helsingin NMKY            | 74-73                   |
| 1988      | Uudenkaupungin Urheilijat (2) | Kotkan TP                 | 171-169 (98-85, 73–84)  |
| 1987      | Kotkan TP (4)                 | Uudenkaupungin Urheilijat | 169-168 (96-83, 73–85)  |
| 1986      | Uudenkaupungin Urheilijat     | Kotkan TP                 | 180-176 (83-96, 97–80)  |
| 1985      | Kotkan TP (3)                 | Helsingin NMKY            | 78-65                   |
| 1984      | Kotkan TP (2)                 | Pantterit                 | 144–129 (78–80, 66–49)  |
| 1983      | Kotkan TP                     | Pantterit                 | 162–148 (82–72, 80–76)  |
| 1982      | Turun NMKY                    | Helsingin NMKY            | 201–175 (110–97, 91–78) |
| 1981      | Pantterit                     | Turun NMKY                | 193–183 (94–94, 97–87)  |

## Osiągnięcia według klubu
| M. | Klub                      | Puchary | Finały pucharu | Mistrzowskie lata                              |
| -- | ------------------------- | ------- | -------------- | ---------------------------------------------- |
| 1  | Kotkan TP                 | 8       | 4              | 1983, 1984, 1985, 1987, 1990, 1993, 2003, 2004 |
| 2  | Lappeenrannan NMKY        | 4       | 0              | 2005, 2006, 2007, 2008                         |
| 3  | Torpan Pojat              | 3       | 4              | 1992, 1996, 1997                               |
| 4  | Pantterit                 | 3       | 3              | 1981, 1991, 1995                               |
| 5  | Joensuun Kataja           | 4       | 1              | 2002, 2011, 2012, 2023                         |
| 6  | Helsinki Seagulls         | 3       | 1              | 2020, 2021, 2022                               |
| 7  | Espoon Honka              | 2       | 2              | 2001, 2009                                     |
| 7  | Uudenkaupungin Urheilijat | 2       | 2              | 1986, 1988                                     |
| 8  | Turun Piiloset            | 2       | 1              | 1982, 1999                                     |
| 9  | Lahden NMKY               | 2       | 0              | 1989, 1994                                     |
| 10 | Kouvot                    | 1       | 4              | 1998                                           |
| 11 | Tampereen Pyrintö         | 1       | 4              | 2013                                           |
| 12 | Namika Lahti              | 1       | 1              | 2000                                           |
| 13 | Salon Vilpas              | 1       | 1              | 2019                                           |
| 14 | Helsingin NMKY            | 0       | 4              |                                                |
| 15 | Forssan Koripojat         | 0       | 1              |                                                |
| 15 | Loimaan Korikonkarit      | 0       | 1              |                                                |
| 15 | Tapiolan Honka            | 0       | 1              |                                                |